# Liste von Persönlichkeiten der Stadt Como
Diese Liste enthält in Como geborene Persönlichkeiten sowie solche, die in Como gewirkt haben, dabei jedoch andernorts geboren wurden. Die Liste erhebt keinen Anspruch auf Vollständigkeit.

## In Como geborene Persönlichkeiten

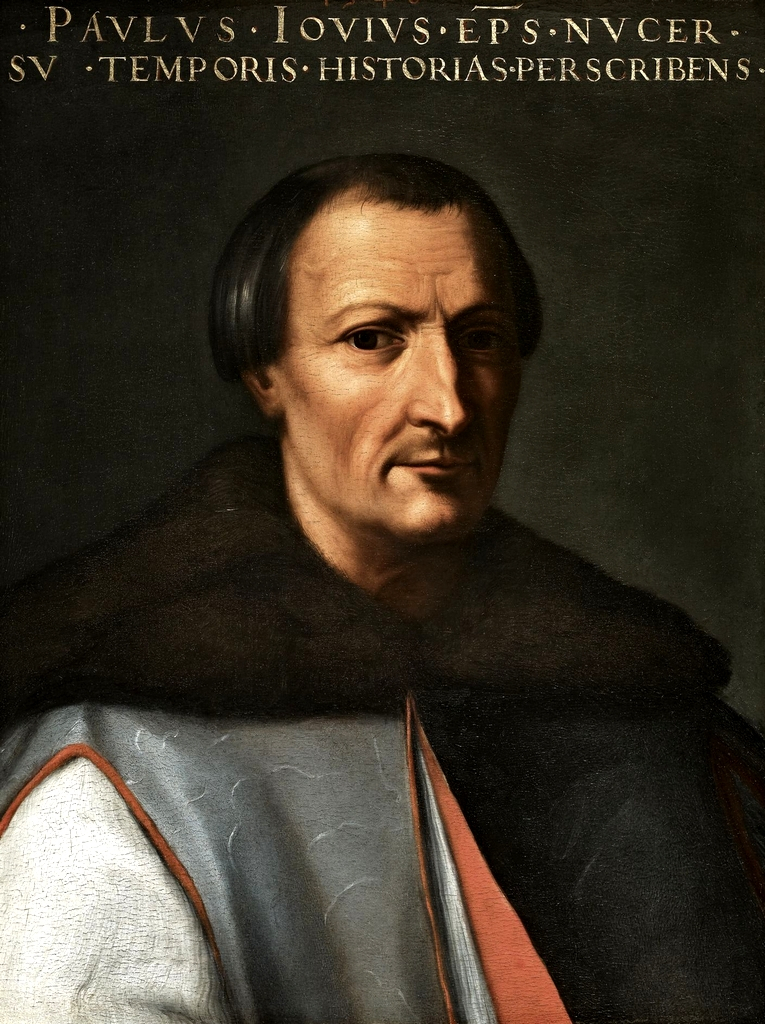
Paolo Giovio

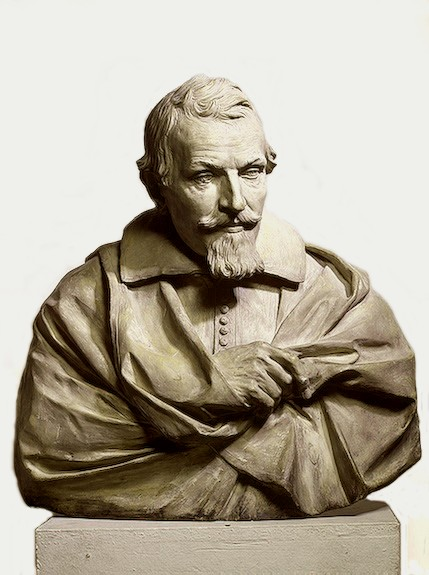
Gasparo Mola

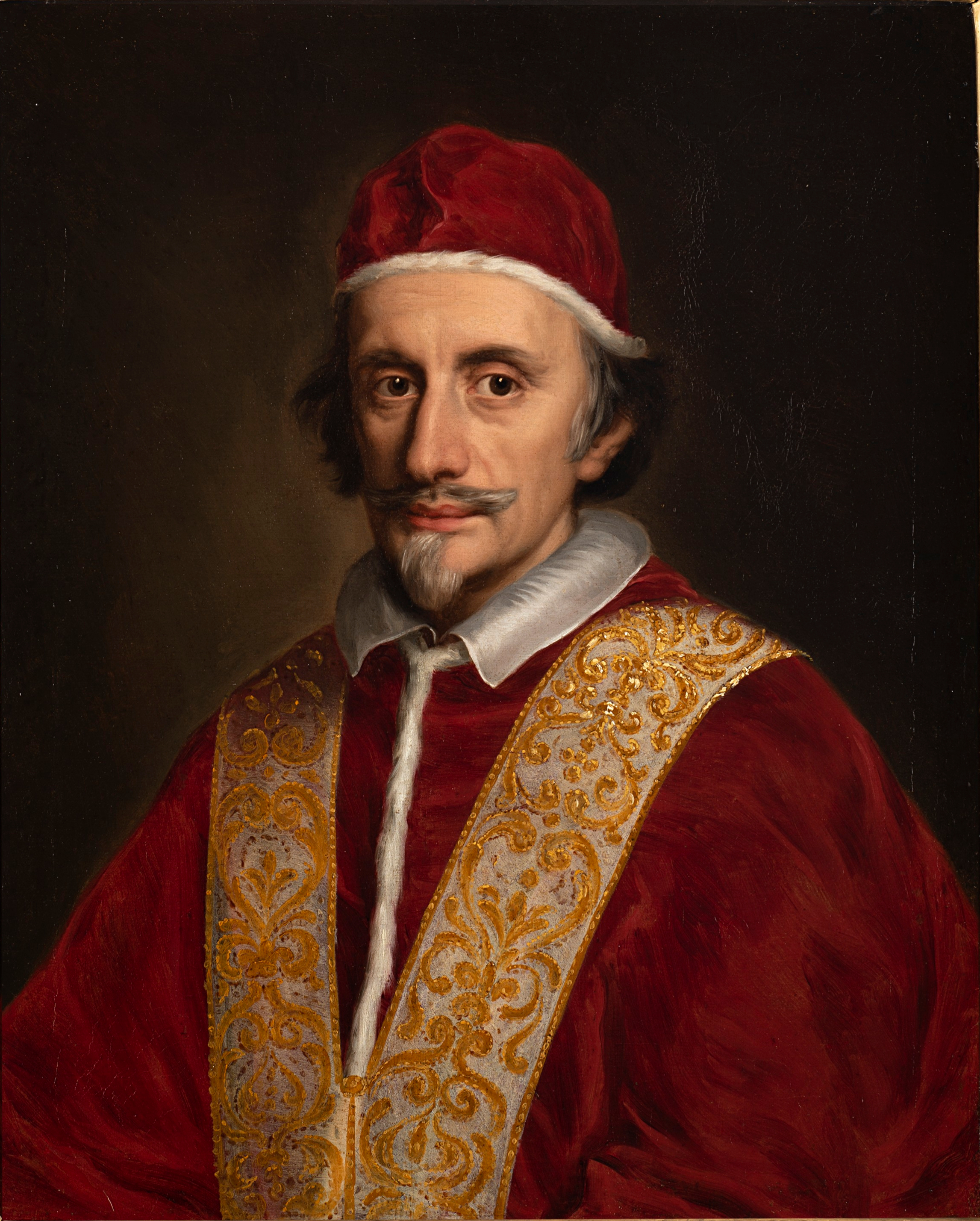
Innozenz XI von Jacob Ferdinand Voet, 1670–1680

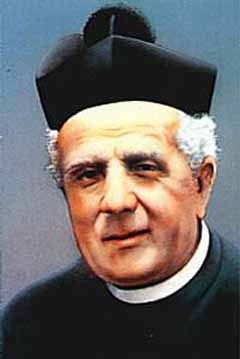
Heiliger P. Luigi Guanella

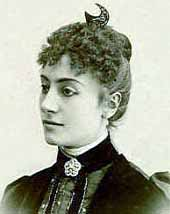
Gemma Bellincioni

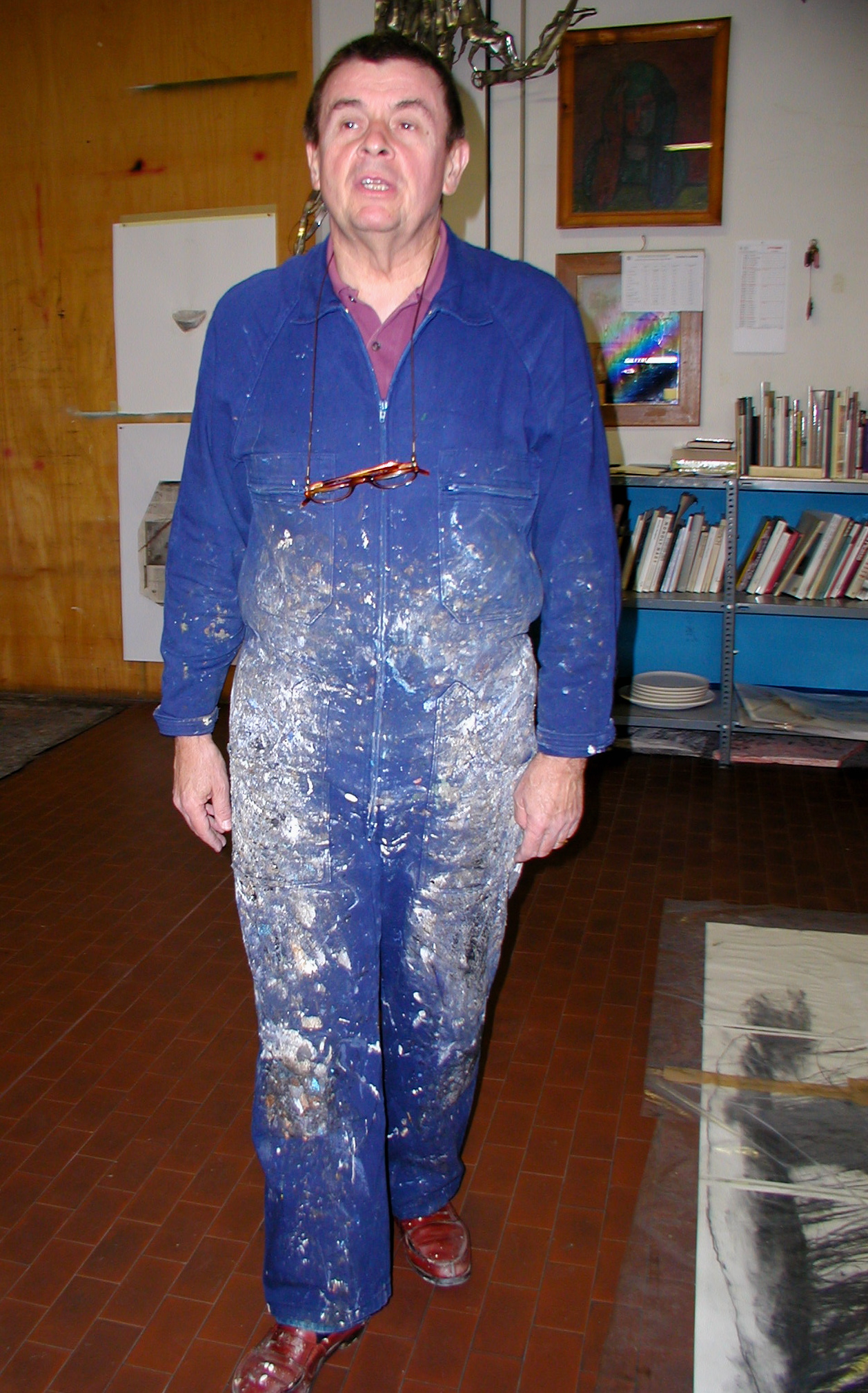
Giuliano Collina

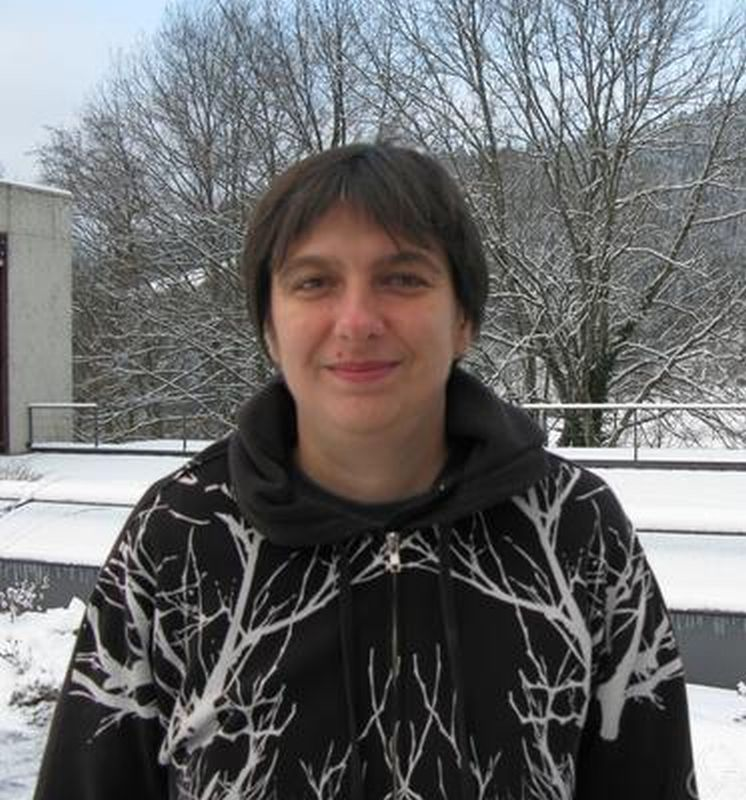
Matilde Marcolli, Mathematisches Forschungsinstitut Oberwolfach 2010

### Bis 1500
- Lucius Verginius Rufus (≈14–97), römischer Politiker und Feldherr
- Plinius der Ältere (23/24–79), römischer Gelehrter
- Plinius der Jüngere (≈61/62–113 oder 115), römischer Senator und Schriftsteller
- Arialdus (≈1000–1066), Heiliger der römisch-katholischen Kirche
- Ruggero Rusca (≈1190–1257), Stammvater der Familie, Bürger von Como, Podestà von Chiavenna[1]
- Aimerio da Como (≈1215–1280), Maler tätig in Vercelli[2]
- Giovanni Giordano Rusca (≈1220–vor 1283), Sohn von Ruggero, Anführer der Ghibellinen in Como, Hauptmann der Ghibellinen in Mailand[1]
- Lotterio Rusca (≈1220–1291), Anführer der Ghibellinen in Como, Herr von Como[1][3]
- Pietro Rusca (≈1245–1291), Sohn von Lotterio, Anführer der Ghibellinen in Como, Podesta von Mailand, Podestà von Carasso[1]
- Corrado Rusca (≈1250–1291), Sohn von Lotterio, Anführer der Ghibellinen in Como, Podesta von Mailand, Podestà von Carasso[1]
- Anselmo da Como (≈1260–nach 1300), Bildhauer tätig in Sardinien[4]
- Aroldo da Como (≈1265–nach 1300), Steinmetz (Cosmat)[5]
- Valeriano Rusca (≈1265–um 1335), Sohn von Pietro, Erzpriester, Bischof von Como aber von Papst Johannes XXII. nicht bestätigt[1]
- Simone Rusca (≈1267–nach 1340), Sohn von Pietro, Podestà von Novara und von Chiavenna[1]
- Franchino Rusca (≈1267–nach 1340), Sohn von Pietro, Generalhauptmann und Herr von Como, kaiserlicher Vikar für das Gebiet des Bistums Como, 1335 befreite er die Eidgenossen von den Brückengeldern und Zöllen von Como und Bellinzona. 1333 kam es zu einem Bündnisvertrag mit dem Bleniotal; Herr von Bellinzona und Locarno[1]
- Giovanni (Zanino, Ravizza) Rusca (≈1270–1334), Sohn von Pietro, Podestà von Veltlin, von Mailand, von Chiavenna, Hauptmann der Grafschaft Chiavenna und Mitherr von Bellinzona mit Franchino[6]
- Otto (Ottone) Rusca (≈1272–vor 1340), Sohn von Pietro, ließ sich in Mailand nieder und wurde Stammvater des Zweiges der Dekurionen[6]
- Benedictus de Cumis genannt Decius (* um 1285; † nach 1316 in Genua ?), Bildhauer[7]
- Masetto (Tommaso) Rusca (≈1300–vor 1367), Sohn von Otto, Podestà von Cremona und von Parma[6]
- Giovanni Rusca (≈1330–1412), Sohn von Masetto, Domherr, Erzpriester von Como, Bischof von Parma[6]
- Ottone Rusca (≈1332–vor 1407), Sohn von Masetto, herzöglicher Hauptmann von Parma, mit Franchino besetzt er am 17. Juni. 1405 Lugano, 1404 kommt er als Herr von Castel San Pietro vor[6]
- Franchino Rusca (≈1335–nach 1408), Sohn von Lotterio, mit Ottone besetzt er am 17. Juni. 1405 Lugano, 1404 kommt er als Herr von Castel San Pietro vor, er drang in Como ein und bemächtigte sich der Gewalt 1408[6]
- Lotterio Rusca (≈1360–1419 in Castel san Pietro), Sohn von Franchino, 1412 kommt er als Herr von Como vor, kaiserlicher Statthalter von Como und des ganzen Gebiets der Bistum Como; Herr der Grafschaft Lugano e valli und die pievi Riva San Vitale und Balerna sowie die Schlösser von Morcote, Capolago, Castel San Pietro, Schloss und Dorf Sonvico, das Tal von Chiavenna mit seinem Schloss, ferner den Turm von Olonio; man schreibt ihm auch den Bau eines Schlosses in Lugano, der Einsiedelei und des Turms San Nicolao in Mendrisio zu[6] Podestà von Mailand[8][9]

- Andreolo Lombardo (≈1280–nach 1304), Bildhauer tätig in Pisa[10]
- Bettino di Alberto (≈1285–nach 1306), Architekt, er baute den Campanile von Pescia[11]
- Andrea Beltrami (≈1320–nach 1357), Architekt und Festungsbauer
- Lotterio Rusca (≈1370–1419), Graf der Landschaft Lugano, Chiavenna und den Pieven Riva San Vitale und Balerna
- Antonio da Como (≈1380–nach 1417), Sohn des Pietro, Bildhauer tätig in Gubbio[12]
- Angelo da Como (≈1380–nach 1416), Bildhauer tätig in Gubbio[13]
- Alberto di Martino da Como (≈1410–nach 1448), Bildhauer tätig in Orvieto[14]
- Angelo oder Agnilo da Como (≈1430–nach 1468), Bildhauer tätig in Rom[15]
- Antonio Prone da Como (≈1430–nach 1486), Sohn des Ambrogio, Bildhauer und Architekt tätig in Cefalù und in Palermo[16][17]
- Andrea di Pietro da Como genannt de Arce (* um 1435–nach 1490 in Rom), Architekt in Rom[18][19]
- Bartolomeo da Como (≈1440–nach 1492), Maler tätig in Neapel[20]
- Andrea da Como (≈1440–nach 1472), Maler[21]
- Antonio da Como (≈1430–nach 1490), Sohn des Bongino, Bildhauer tätig in Urbino[22]
- Gabriele da Como (≈1435–vor 15. Juni 1508), Baumeister in Palermo[23]
- Francesco de Fedeli (≈1440–nach 1485), Architekt tätig in Siena[24]
- Andrea da Como (≈1455–nach 1489), Bildhauer[25]
- Filippo da Como (≈1470–nach 1508), Bildhauer tätig in Bologna[26]
- Giovan Andrea De Magistris (* um 1475 in Como–nach 1520), Maler in Como, Erba (Lombardei) und Moltrasio[27]
- Francesco da Como (* um 1480–nach 1511 in Rom ?), Bildhauer[28]
- Paolo Giovio (1483–1552), Chronist, Bischof und Arzt
- Sebastiano da Como (* um 1480–nach 1525), Architekt in Rom[29]
- Pietro Brasca (* um 1490 in Como–nach 1527 ebenda ?), Bildhauer und Holzbildhauer in Chiuro[30]
- Giovanni Andrea Gilardoni (≈1500–1559), Bildhauer tätig in Ferrara[31]
- Bernardino Saluteri (≈1500–nach 1531), Bildhauer tätig in Ravenna[32]
- Bartolomeo da Como (≈1500–nach 1545), Goldschmied tätig in Rom[33]
- Battista Candiano (≈1500–1567), Goldschmied[34]

### 1501–1700
- Antonio da Como (≈1500–nach 1528), Sohn des Andrea, Maler tätig in Genua; er malte 1528 für die Chiesa della Consolazione zu Artoria die Madonna mit den Heiligen Nikolaus (der die Gürtelspende empfängt), Augustinus, Rochus und Sebastian[35][36]
- Antonio da Como (≈1505–nach 1542), Architekt tätig in Bologna[37]
- Battista da Como (≈1510–nach 1545 in Bologna), Sohn des Pietro, Architekt tätig in Palazzo Bocchi[38]
- Giovanni Antonio Volpe (1513–1588), Bischof von Como und Apostolischer Nuntius in der Schweiz
- Feliciano Ninguarda (≈1524–1595), Bischof von Como und Apostolischer Nuntius für Oberdeutschland[39]
- Alessandro da Como (≈1530–nach 1578), Miniator tätig in Rom[40]
- Giovanni Pietro Annone (≈1530–nach 1566), Bildhauer tätig in Rom[41]
- Giulio della Torre (≈1550 in Como; † 27. Oktober 1621 ebenda), Propst der Stiftskirche Santa Maria della Scala in Mailand, Generalverwalter des Staats Mailand[42]
- Volpiano Volpi (≈1559–1629), Erzbischof von Chieti und Bischof von Novara
- Francesco Ballarini (um 1569–nach 1627), Italiener Chorherr, Geistlicher, Protonotar, Pfalzgraf und Erzpriester von Locarno.
- Desiderio Scaglia OP (ursprünglich Giovanni Battista Scaglia; 1568–1639), ein italienischer römisch-katholischer Bischof und Kardinal
- Gaspare Mola (≈1571–1640) genannt il Cellini lombardo, Goldschmied und Medaillist[43]
- Giovanni Pietro Volpi (1585–1636), Bischof von Novara
- Malerfamilie Carpano (15.–17. Jahrhundert), tätig in Como[44]
- Giulio Maria Odescalchi (nach 1611–1666), Bischof von Novara
- Marco Gallio (1619–1683), Kardinal und katholischer Bischof
- Lazzaro Caraffino (1626–1665), italienischer Geistlicher und Bischof von Como
- Innozenz XI. – Benedetto Odescalchi (1611–1689), Papst von 1676 bis 1689
- Benedict Annon (1627–1702), Steinmetz und Bildhauer
- Alessandro Ciceri (1639–1703), Jesuitenmissionar
- Domenico Cadorati (≈1650–nach 1696), Freskomaler am Hofe des Kurfürsten Friedrich III. von Brandenburg[45]
- Marco Antonio Gilmetti (≈1662–1730), Barockbaumeister
- Giovanni Francesco Marchini (1672–1745), lombardischer Maler, wirkte für die Schönborns
- Benedetto Erba Odescalchi (1679–1740), Erzbischof von Mailand und Kardinal
- Niccolò Comolli (≈1680–nach 1732), Glockengiesser im Kanton Tessin[46]
- Carlo Cartoni (≈1690–nach 1725), Maler[47]
- Francesco Comolli (≈1700–nach 1758), Glockengiesser im Kanton Tessin[48]

### 1701–1900
- Anselmo Lurago (1701–1765), Architekt und Baumeister
- Giovanni Battista Pellegrini (1711–1764), Priester und Bischof von Como
- Francesco Pasquale Ricci (1732–1817), Komponist
- Carlo Rovelli (1740–1819), Priester, Doktor der Theologie, Publizist und Bischof von Como und Pavia
- Alessandro Volta (1745–1827), Naturwissenschaftler und Begründer der Elektrizitätslehre
- Giuseppe Maria Velzi (1767–1836), italienischer Dominikaner, Bischof und Kardinal
- Francesco Scalini (1792–1871), Ingenieur und Politiker
- Francesco Ambrosoli (1797–1868), Pädagoge, Philologe und Schriftsteller.
- Aurelio Bianchi-Giovini (1799–1862), Historiker, Journalist und Politiker
- Albino Abbiati (1814–1890), Musiker und Kapellmeister
- Luigi Dottesio (1814–1851), Patriot, Revolutionär und Major
- Cosima Wagner (1837–1930), zweite Ehefrau Richard Wagners
- Luigi Guanella (1842–1915), katholischer Geistlicher und Ordensgründer
- Adolf Ritter von Liebenberg (1851–1922), Pflanzenbauwissenschaftler
- Gemma Bellincioni (1864–1950), Opernsopranistin
- Luigi Volta (1876–1952), Astronom und Asteroidenentdecker
- Massimo Bontempelli (1878–1960), Literat des 20. Jahrhunderts
- Carlo Linati (1878–1949), Schriftsteller
- Fabio Mainoni (1880–1958), Schwimmer
- Renzo Rinaldo Bossi (1883–1965), Komponist
- Manuel Ortiz de Zárate (1887–1946), chilenischer Maler
- Antonio Sant’Elia (1888–1916), Architekt des Futurismus
- Mario Benzing (1896–1958), Schriftsteller und Übersetzer
- Nicolò Carandini (1896–1972), Politiker und Diplomat
- Piero Meriggi (1899–1982), Klassischer Philologe, Linguist und Indogermanist

### 1901–1950
- Piero Ballerini (1901–1955), Filmregisseur und Drehbuchautor
- Michelangelo Bernasconi (1901–1943), Ruderer
- Virginio Bertinelli (1901–1973), Politiker
- Giuseppe Terragni (1904–1943), Architekt Vertretern des italienischen Rationalismus
- Aldo Galli (1906–1981), Maler
- Mario Martinelli (1906–2001), Politiker
- Aldo Buzzi (1910–2009), Autor und Drehbuchautor
- Giorgio Perlasca (1910–1992), Faschist und Gerechter unter den Völkern
- Carla Prina (1911–2008), Malerin
- Giuseppe Cocconi (1914–2008), Physiker
- Gianni Leoni (1915–1951), Motorradrennfahrer
- Gianfranco Miglio (1918–2001), Jurist, Politikwissenschaftler und Politiker
- Antonio Spallino (1925–2017), Fechter, Rechtsanwalt und Bürgermeister
- Giorgio Bontempi (* 1926), Filmregisseur und Drehbuchautor
- Mathilde Krim, geb. Galland (1926–2018), israelisch-US-amerikanische AIDS-Forscherin
- Gianni Clerici (1930–2022), Sportjournalist und Schriftsteller
- Tito Carpi (1931–1998), Drehbuchautor
- Giorgio Szegö (1934–2020), Mathematiker und Finanzwissenschaftler
- Luisella Boni (* 1935), Schauspielerin
- Luciano Caramel (1935–2022), Kunstkritiker und Kunsthistoriker
- Francesco Conconi (* 1935), Sportwissenschaftler und Biochemiker
- Giuliano Collina (* 1938), Maler
- Gigi Meroni (1943–1967), Fußballspieler
- Vincenzo Camporini (* 1946), Generalstabschef
- Angelo Sguazzero (* 1946), Leichtathlet
- David Papineau (* 1947), britischer Philosoph und Professor
- Cesare Ferrario (* 1948), Filmregisseur und Drehbuchautor
- Marco Ferradini (* 1949), Popsänger

### Ab 1951
- Gabriele Oriali (* 1952), Fußballspieler
- Corrado Passera (* 1954), Manager und Politiker
- Stefano Casiraghi (1960–1990), Unternehmer und Offshore-Rennfahrer
- Claudio Lurati (* 1962), katholischer Ordensgeistlicher, Apostolischer Vikar von Alexandria in Ägypten
- Manuela Dalla Valle (* 1963), Schwimmerin
- Fabrizio Gatti (* 1966), Journalist
- Matilde Marcolli (* 1969), Mathematikerin
- Massimiliano Papis (* 1969), Autorennfahrer
- Alessandro Bares (* 1970), Pianist, Violinist, Dirigent und Musikherausgeber
- Fabio Casartelli (1970–1995), Radrennfahrer
- Iole Fargnoli (* 1972), Rechtshistorikerin
- Chiara Bellosi (* 1973), Filmregisseurin
- Stefano Della Vigna (* 1973), Wirtschaftswissenschaftler
- Ivana Iozzia (* 1973), Marathonläuferin
- Jennifer Isacco (* 1977), Bobsportlerin
- Gianluca Zambrotta (* 1977), Fußballspieler
- Massimo Mutarelli (* 1978), Fußballspieler
- Floraleda Sacchi (* 1978), Harfenistin, Komponistin und Musikwissenschaftlerin
- Massimo Dell’Acqua (* 1979), Tennisspieler
- Antonio Quadranti (* 1980), Radrennfahrer
- Paola Brumana (* 1982), Fußballspielerin
- Paolo Sammarco (* 1983), Fußballspieler
- Romina Grillo (* 1984), Architektin und Dozentin
- Daniele Danesin (* 1985), Ruderer
- Anna Cappellini (* 1987), Eiskunstläuferin
- Claudio Corti (* 1987), Motorradrennfahrer
- Loris Tarabini (* 1987), Grasskiläufer
- Samuele Porro (* 1988), Mountainbiker
- Eugenio Lamanna (* 1989), Fußballspieler
- Andrea Colombo (* 1990), Fußballschiedsrichter
- Andrea Roda (* 1990), Automobilrennfahrer
- Matteo Bianchetti (* 1993), Fußballspieler
- Sara Magnaghi (* 1993), Ruderin
- Filippo Mondelli (1994–2021), Ruderer
- Giorgio Roda (* 1994), Autorennfahrer
- Matteo Cairoli (* 1996), Autorennfahrer
- Arianna Noseda (* 1997), Ruderin
- Anna Turati (* 1997), Tennisspielerin
- Caterina Di Fonzo (* 1998), Ruderin
- Patrick Cutrone (* 1998), Fußballspieler
- Chituru Ali (* 1999), Sprinter
- Federico Arnaboldi (* 2000), Tennisspieler
- Greta Martinelli (* 2000), Ruderin
- Alex W (* 2000), Popsänger
- Gabriele Procida (* 2002), Basketballspieler
- Lorenzo Rottoli (* 2002), Tennisspieler

## Berühmte Einwohner von Como
- Cesare Ligari (* 28. April 1716 in Mailand; † 12. April 1770 in Como) (Bürgerort Sondrio), Maler[49]
- Luigi Catenazzi (1783–1858), Pädagoge und Politiker
- Antonio Caccia der Ältere (1806–1875), Schriftsteller
- Aristide Baragiola (1847–1928), Germanist, Romanist und Volkskundler
- Pier Amato Perretta (1885–1944), Richter, Antifaschist und Partisan